# Канахины
 Канахины — деревня в Кировской области. Входит в состав муниципального образования «Город Киров»

## География
Расположена на расстоянии примерно 11 км по прямой на запад-северо-запад от железнодорожного вокзала станции Киров.

## История
Известна с 1671 года как починок Ивашки Пестова с 1 двором, в 1764 45 жителей, в 1802 (деревня, что была починок Ивана Пестова в 2-м селении) 4 двора. В 1873 году здесь (деревня Ивана Пестова или Конахины) дворов 8 и жителей 94, в 1905 16 и 103, в 1926 (Конахины или Федора Хвостанцева, Ивана Пестова 2-й) 24 и 137, в 1950 (Калашины) 20 и 70, в 1989 3 жителя. Настоящее название утвердилось с 1978 года. Административно подчиняется Октябрьскому району города Киров.

## Население
Постоянное население составляло 0 человек в 2002 году, 5 в 2010.